# Казалински район
Казалински район (на казахски: Қазалы ауданы) е съставна част на Къзълординска област, Казахстан. Административен център е град Казали. Обща площ 38 340 км2 и население 77 347 души (по приблизителна оценка към 1 януари 2020 г.).